# Haruyasu Noguchi
Pour les articles homonymes, voir Hiroshi Noguchi et Noguchi.
Haruyasu Noguchi (野口 晴康, Noguchi Haruyasu), né le 10 janvier 1913 à Tokyo et mort le 23 mai 1967, est un réalisateur japonais. Son vrai nom est Shigeichi Noguchi (野口 重一, Noguchi Shigeichi), il a aussi utilisé le pseudonyme de Hiroshi Noguchi (野口 博志, Noguchi Hiroshi).

## Biographie
Haruyasu Noguchi a réalisé près de 90 films entre 1939 et 1967 sous le nom de Hiroshi Noguchi puis de Haruyasu Noguchi.

## Filmographie partielle
- 1954 : Ore no kenjū wa subayai (俺の拳銃は素早い?)
- 1955 : Bō-chan kisha (坊ちゃん記者?)

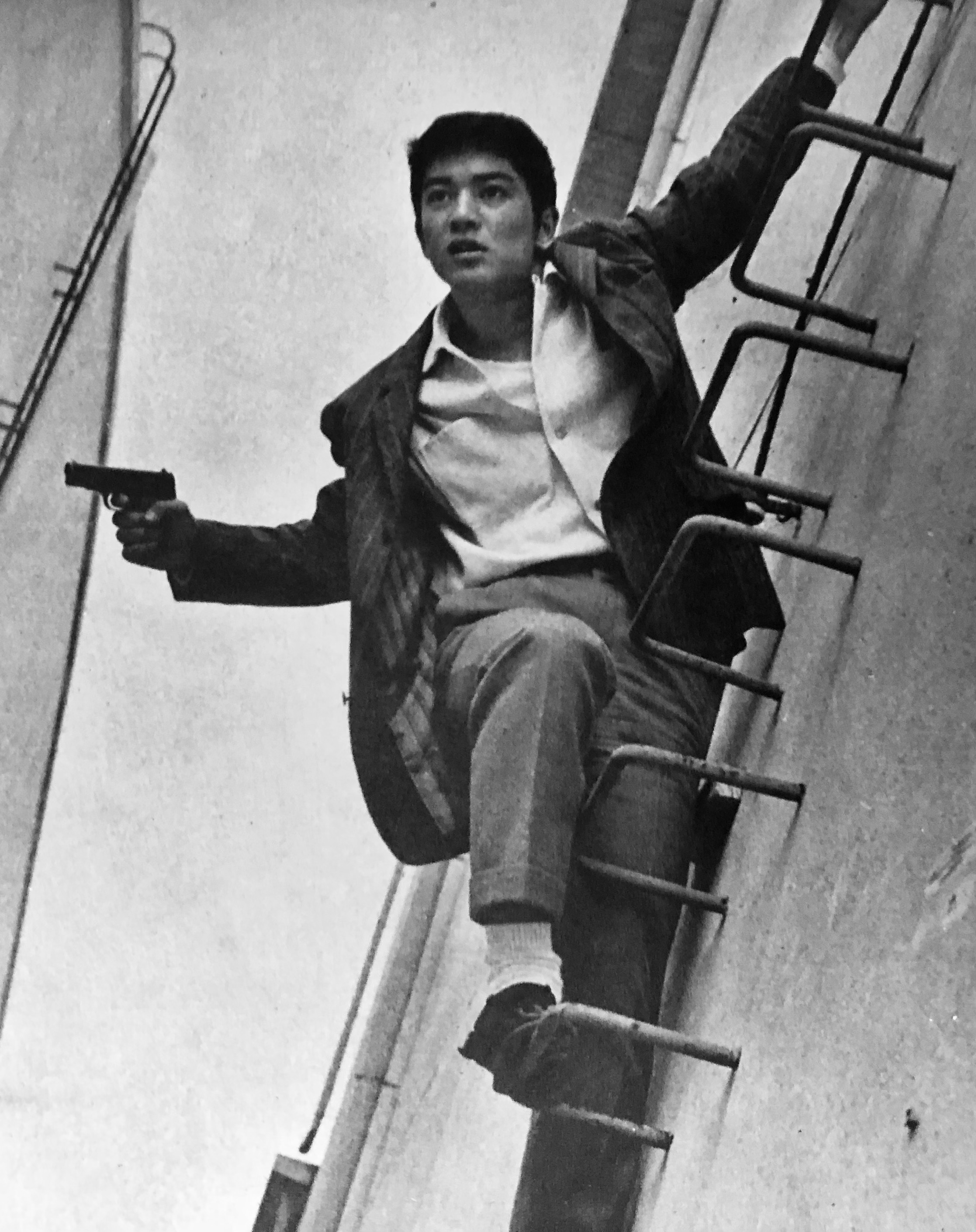
Keiichirō Akagi dans Kenjū burai-chō: Denkō sekka no otoko (1960).

- 1955 : Ōoka seidan: Hitohada kōmori (大岡政談 人肌蝙蝠?)
- 1956 : Nake, Nippon kokumin: Saigo no sentōki (泣け、日本国民 最後の戦闘機?)
- 1956 : Chitei no uta (地底の歌?)
- 1957 : Jūdai no wana (十代の罠?)
- 1958 : Chibusa to jūdan (乳房と銃弾?)
- 1958 : Akuma no tsumeato (悪魔の爪痕?)
- 1958 : Jigoku no wana (地獄の罠?)
- 1958 : Hadaka no seijo (裸身の聖女?)
- 1958 : Ore wa onna o korosu (俺は情婦を殺す?)
- 1958 : Taiyō o buchi otose (太陽をぶち落とせ?)
- 1958 : Oira wa nagashi no nin kimono (俺らは流しの人気者?)
- 1958 : Kiken na gunzō (危険な群像?)
- 1959 : Kizutsukeru yajū (傷つける野獣?)
- 1959 : Machi ga nemuru toki (街が眠る時?)
- 1959 : Zero bangai no ōkami (０番街の狼?)
- 1959 : Ginza senpūji (銀座旋風児?)
- 1959 : Ginza senpūji: Kuromaku wa dareta (銀座旋風児 黒幕は誰だ?)
- 1960 : Kenjū burai-chō: Nukiuchi no ryū (拳銃無頼帖 抜き射ちの竜?)
- 1960 : Kenjū burai-chō: Denkō sekka no otoko (拳銃無頼帖 電光石火の男?)
- 1960 : Ore wa Ginza no kiheitai (俺は銀座の騎兵隊?)
- 1960 : Kenjū burai-chō: Futeki ni warau otoko (拳銃無頼帖 不敵に笑う男?)
- 1960 : Umi no jōji ni kakero (海の情事に賭けろ?)
- 1960 : Horobasha wa yuku (幌馬車は行く?)
- 1960 : Kenjū burai-chō: Asu naki otoko (拳銃無頼帖 明日なき男?)
- 1961 : Mittsu no ryū no irezumi (三つの竜の刺青?)
- 1961 : Akai kōya (赤い荒野?)
- 1961 : Ore wa jigoku e iku (俺は地獄へ行く?)
- 1962 : Sekibetsu no uta (惜別の歌?)
- 1964 : Uwasa no fūraibō (噂の風来坊?)
- 1965 : The Cat Gambler (賭場の牝猫, Toba no mesuneko?)[3]
- 1965 : Woman Gambler (賭場の牝猫 素肌の壺振り, Toba no mesuneko: Suhada no tsubofuri?)[3]
- 1965 : Nagurikomi kantō masa (殴り込み関東政?)
- 1966 : Revenge of the Woman Gambler (賭場の牝猫 捨身の勝負, Toba no mesuneko: Sutemi no shōbu?)[3]
- 1966 : Nippon ninkyō-den: Hana no toseinin (日本仁侠伝 花の渡世人?)
- 1967 : Yume wa yoru hiraku (夢は夜ひらく?)
- 1967 : Gappa le descendant de Godzilla (大巨獣ガッパ, Daikyojū Gappa?)